# Brenda Blethyn
Brenda Anne Blethyn, OBE, Angleži filmska, gledališka in televizijska igralka, * 20. februar 1946, Ramsgate, Kent, Anglija.
Brenda Blethyn je za svoje filmsko delo prejela dve nominaciji za oskarja, dve nominaciji za nagrado SAG Award, dve nominaciji za emmyja in tri nominacije za zlati globus, od katerih je enega tudi dobila. Poleg tega je dobila nagrade BAFTA, Empire Award in zlati lev, pa tudi nagrado Theater World Award ter nominaciji za nagradi Critics' Circle Theatre Award in nagrado Laurencea Olivierja za svoje delo v gledališču.
Rojena v delavski družini v Ramsgateu, Kent, se je Brenda Blethyn osredotočala na svojo upravno kariero do svojih zgodnjih tridesetih, ko se je po ločitvi leta 1973 vpisala na igralsko šolo Guildford. Nazadnje se je pridružila narodnemu kraljevemu gledališču ter nastopila v gledaliških igrah Troilus in Kresida (1976) ter Mysteries (1979). Leta 1981 je prvič pritegnila pozornost kritikov, saj je zaigrala v igri Steaming.
Leta 1980 se je prvič pojavila na televiziji, in sicer v filmu Mikea Leigha, Grown-Ups, čemur pa so sledile manjše vloge v različnih filmih. Nato je v sredini osemdesetih dobila glavni vlogi v serijah Chance in a Million in The Labours of Erica. Kasneje je dobila stranske vloge v filmih, kot so The Witches (1990) in Reka poje mi ter doživela svoj preboj z dramedijo Skrivnosti in laži, za katero pa je s strani filmskih kritikov prejemala le povprečne ocene.
Brenda Blethyn se je od takrat pojavila v najrazličnejših filmih, vključno z neodvisnimi komedijami, kot so Reševanje vdove Grace (2000), Britof z razgledom (2002) in Clubland (2007), muzikali Tihi glas (1998) in Beyond the Sea (2004) ter uspešnimi dramami, kot sta Prevzetnost in pristranost (2005) in Pokora (2007).